# Nassunia dalmani
Nassunia dalmani är en insektsart som beskrevs av Carl Stål. Nassunia dalmani ingår i släktet Nassunia och familjen hornstritar. Inga underarter finns listade i Catalogue of Life.